# 富山土人形
富山土人形（とやまつちにんぎょう）とは、土で作った素焼きの人形で、富山藩時代より続く富山県の伝統工芸、玩具（郷土玩具）である。
江戸時代の頃、名古屋の陶工である広瀬秀信が、富山藩十代藩主前田利保に土人形を献上したのが始まりといわれる。現在は「とやま土人形伝承会」が富山市民俗民芸村内のとやま土人形工房にて保存伝承活動を行っている。
2007年（平成19年）には、お年玉付き年賀切手のデザインモチーフとして採用された。

## 参考事項
- 土人形-つちにんぎょうclay doll ,各地の土人形の説明